# مدرسه پزشکی دانشگاه میزوری–کانزاس سیتی
مدرسه پزشکی دانشگاه میزوری–کانزاس سیتی (به انگلیسی: University of Missouri-Kansas City School of Medicine) یکی از سه مدرسه پزشکی در کانزاس سیتی در ایالت میزوری است که در سال ۱۹۷۱ تأسیس شد. و یکی از مدرسه‌های دانشگاه میزوری–کانزاس سیتی است.

## بیمارستانهای آموزشی
- مرکز پزشکی ترومن
- مرکز پزشکی وی ای کانزاس سیتی (سربازان بازنشسته)
- بیمارستان کودکان مرسی
- بیمارستان سنت لوک (کانزاس سیتی)